# Naarda ascensalis
Naarda ascensalis är en fjärilsart som beskrevs av Swinhoe. Naarda ascensalis ingår i släktet Naarda och familjen nattflyn. Inga underarter finns listade i Catalogue of Life.